# Шелест Микола Антонович
Микола Антонович Шелест (народився 25 травня 1937 в Носівці — помер 5 травня 2023 в Києві) — винахідник, кандидат технічних наук, лауреат Державної премії УРСР в галузі науки і техніки (1991).

## Життєпис
У 1954 році закінчив Носівську середню школу № 1.
Закінчив Український інститут інженерів водного господарства.
Працював у Центральному КБ механізації та автоматизації виробничих процесів при Держплані України.
З 1963 — в Інституті електрозварювання ім. О. Є. Патона Національної АН України, де пройшов шлях від старшого інженера до завідувача групи.
Помер 5 травня 2023, похований у Києві на Байковому кладовищі у сімейному склепі. 

## Відзнаки
У 1991 році М. А. Шелесту присвоєна Державна премія України в галузі науки і техніки за розробку і організацію серійного виробництва та широкомасштабне впровадження ресурсозберігаючої технології та універсального устаткування для механізованого конденсаторного приварювання кріпильних деталей.